# Platypalpus hubeiensis
Platypalpus hubeiensis är en tvåvingeart som beskrevs av Yang 1997. Platypalpus hubeiensis ingår i släktet Platypalpus och familjen puckeldansflugor. Inga underarter finns listade i Catalogue of Life.